# Sarcome myéloïde

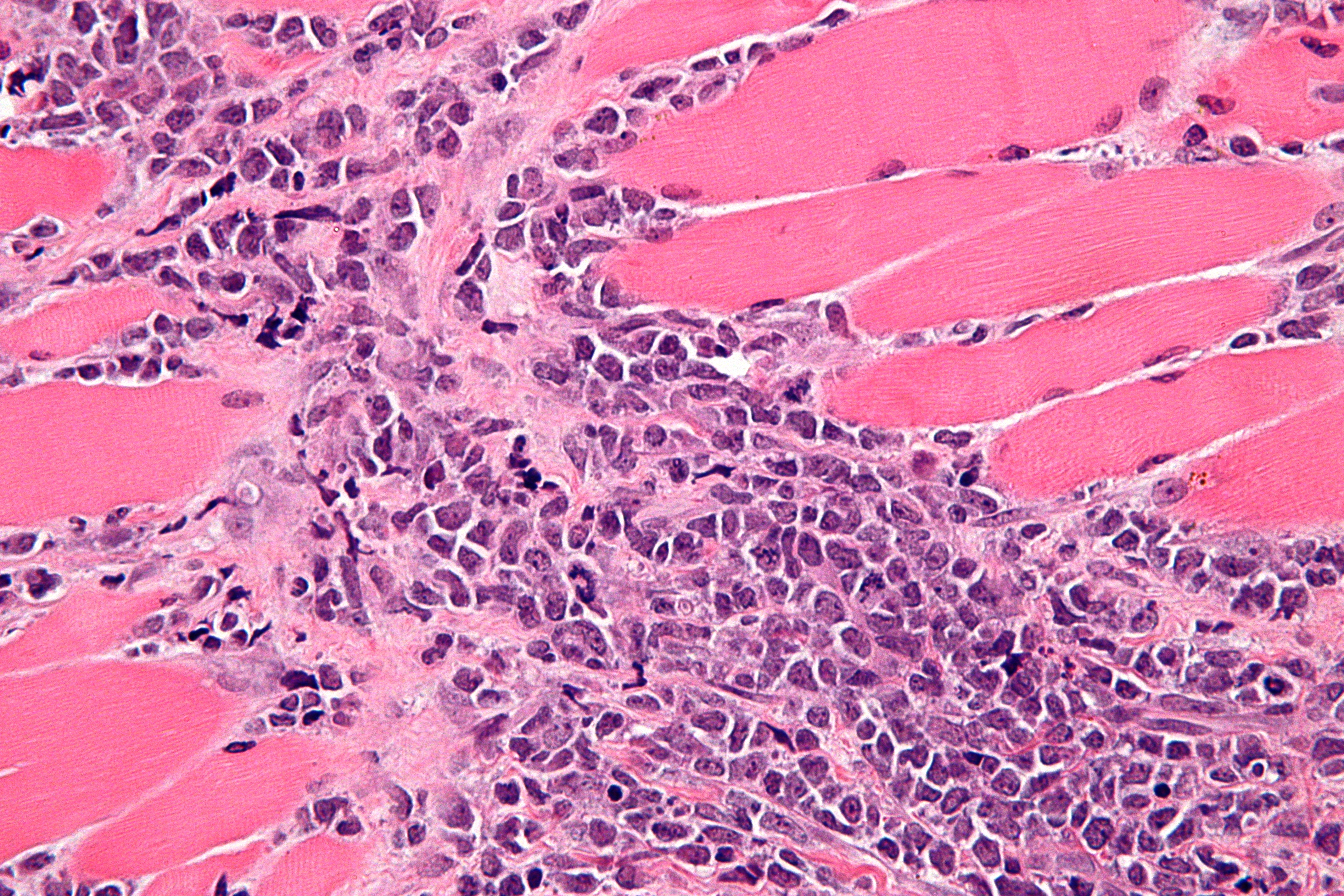
Sarcome au microscope

Le sarcome myéloïde (parfois appelé sarcome granulocytaire ou chlorome) est une forme rare de cancer caractérisée par une tumeur solide de cellules myéloïdes et localisée hors de la moelle osseuse. Cette hémopathie est intégrée dans la classification OMS 2016 des leucémies aiguës myéloïdes et néoplasies liées.

## Présentation clinique
Les symptômes dépendent de la localisation anatomique: foie, prostate. 
Il souvent associé à une leucémie aiguë myéloïde,. 

## Diagnostic
Le diagnostic associe l'imagerie médicale (scanner, TEP) et l'étude de la biopsie en l'anatomopathologie.

## Traitement
Le sarcome myéloïde peut être traité par chimiothérapie en même temps qu'une leucémie concomitante mais peut également être accessible à la chirurgie ou la radiothérapie.